# Carl Schnarrenberger

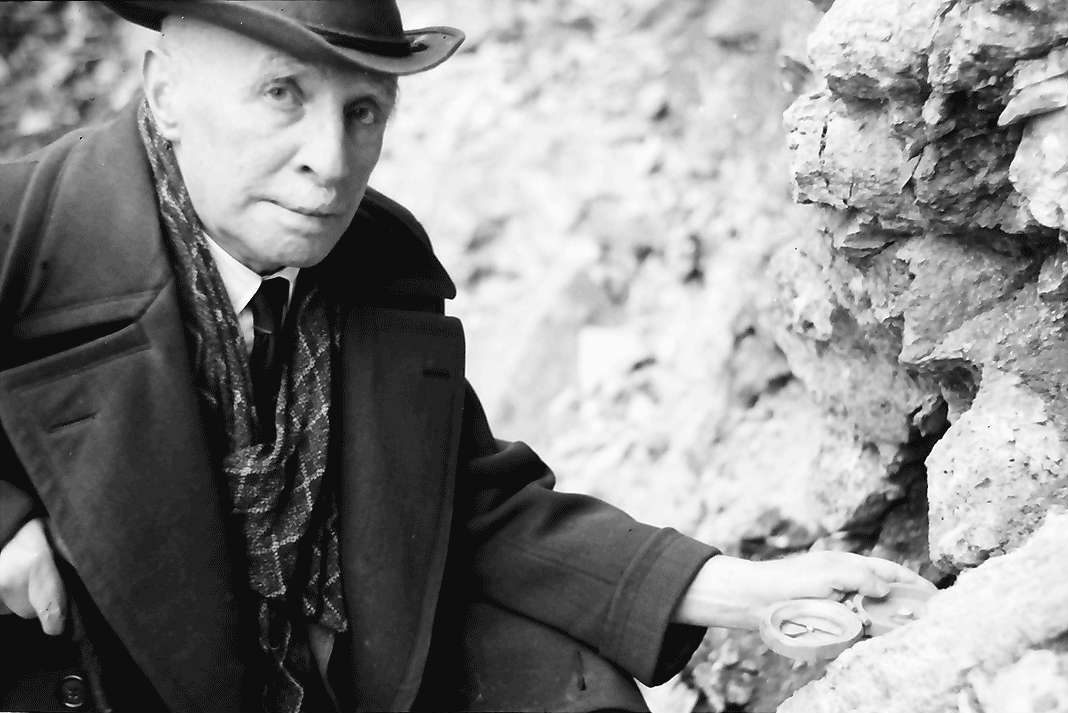
Carl Schnarrenberger mit Geologenkompass bei Stallegg (Aufnahme von Willy Pragher vom Dezember 1953)

Carl Schnarrenberger (* 18. November 1875 in Münchingen, heute Gemeinde Wutach; † 19. Juni 1964 in Freiburg im Breisgau) war ein deutscher Geologe.

## Leben
Schnarrenberger studierte nach dem Abitur von 1895 am Freiburger Berthold-Gymnasium an der Albert-Ludwigs-Universität Freiburg Naturwissenschaften und legte 1899 das Lehramtsexamen ab. Danach war er Assistent von Gustav Steinmann im Geologischen Institut und wurde 1900 mit einer Dissertation über die Kreideformationen der Aquilaner Abruzzen promoviert. Nach Probekartierung im Kraichgau wurde er 1902 Sektionsgeologe bei der Badischen Geologischen Landesanstalt in Heidelberg unter dem Direktor Harry Rosenbusch. 1903 wurde er Badischer Landesgeologe und zog mit dem Amt 1907 nach Karlsruhe und 1910 nach Freiburg um unter dem nunmehrigen Leiter Wilhelm Deecke. 1926 wurde er Direktor der Badischen Geologischen Landesanstalt (aus der später das Landesamt für Geologie, Rohstoffe und Bergbau entstand) und 1927 Oberbergrat. 1938 zwang ihn der NS-Staat in den Ruhestand, da er Freimaurer gewesen war. Er arbeitete noch als Sachbearbeiter im Landesamt weiter bis zu dessen Eingliederung in das Reichsamt für Bodenforschung (1939). Nach dem Krieg entstand das Landesamt erneut, und Schnarrenberger erhielt 1948 eine Urkunde als ständiger Mitarbeiter und 1950 den Professorentitel.
Im Ersten Weltkrieg war er Wehrgeologe an der Westfront (seine Kartierungen in den französischen Départements Aisne, Ardennes und Marne erschienen nach dem Krieg), zuletzt mit dem Rang eines Hauptmanns der Reserve. Er kartierte als Landesgeologe im Kraichgau und im Schwarzwald und galt bei seinem Tod als Nestor der südwestdeutschen Geologen. Neben Kartierungen (wobei viele Unterlagen beim Brand des Landesamts 1944 verlorengingen) war er als Ingenieurgeologe aktiv (Gutachten für große Kraftwerksbauten wie das Schluchseewerk) und für Bergbau (Erschließung von Kalisalzvorkommen und ab 1934 der Doggereisenerze).
1911 bis 1921 war er Vorsitzender des Badischen Landesvereins für Naturkunde und Umweltschutz und führte dessen geologische Exkursionen. 1945 wurde er Ehrenmitglied. 1950 wurde er Ehrenmitglied des Oberrheinischen Geologischen Vereins. 1955 wurde er Ehrenbürger von Münchingen.
Er kartierte die geologischen Karten 1:25.000 Eppingen, Bretten, Schluchtern, Kürnbach, St. Peter (Hochschwarzwald), Weingarten (Baden), Elzach, Kandern, Königsbach, Wertheim (mit O. M. Reis, M. Schuster) und trug zu den Blättern Möhringen und Pforzheim bei.
1906 heiratete er Bertha Mathilde Markstahle, mit der er einen Sohn und eine Tochter hatte.

## Schriften
- Reims, La Fere und Ardennen, in der Reihe: Die Kriegsschauplätze 1914–1918 geologisch dargestellt, Borntraeger, Berlin 1928
- Die Geologie der näheren Umgebung von Freiburg, Mitteilungen des Badischen Landesvereins für Naturkunde und Naturschutz in Freiburg i. Br., Band 24/25, 1933, S. 326–330
- Kalisalzfunde im Oberland, Mitteilungen des Badischen Landesvereins für Naturkunde und Naturschutz in Freiburg i. Br., Band 6, 1913, S. 284–286 pdf
- Staatel- und Muldenbau im Oberrheintalgraben, Geologische Rundschau, Band 17a, 1926, S. 611–630
- Der Hauptrogenstein im Breisgau, Verhandlungen Versammlung deutscher Naturforscher und Ärzte, Straßburg 1911, S. 384–388
- Die geologischen Verhältnisse des Landes Baden, Z. Kommunalwirtschaft, Band 18, 1928, 1349–1354
- Die Wutachschlucht, Mitt. Bad. Schwarzwaldverein, Band 29, 1926, S. 102–106